# 蒂埃里·迪塞尔
蒂埃里·迪塞尔（法語：Thierry Dusserre，1967年7月25日—），法国男子冬季两项运动员。他曾代表法国参加1994年和1998年冬季奥林匹克运动会冬季两项比赛，获得一枚铜牌。